# HIMARI (ヴァイオリニスト)
HIMARI（ひまり、2011年〈平成23年〉6月24日 - ）は、日本のヴァイオリニスト。2022年まで本名の「吉村妃鞠」（よしむらひまり）名義を、同年以後は「HIMARI」を使用。
10歳までに日本・欧州などの42のコンクールで1位。複数のオーケストラと共演。2022年、アメリカのカーティス音楽院（大学に相当）に最年少10歳で合格し、11歳で進学。以降は日米を行き来しながら活動する。
2024年2月16日、イギリス・ドイツのマネジメント事務所「KD SCHMID」とアーティスト契約を締結。
2025年3月18日、名門英国レーベル「Decca Classics（デッカ クラシックス）」と契約発表。
2025年3月、ベルリン・フィルハーモニー管弦楽団の定期公演にアジア人最年少ソリストとしてデビュー。

## 経歴
東京都生まれ。父は作曲家・シンセサイザー演奏家の吉村龍太。母はヴァイオリニストの吉田恭子。
2歳半でヴァイオリンに触れ始める。祖母が持ってきた母の子供時代のヴァイオリンをおもちゃのように遊びながら弾く。3歳の頃には母のヴァイオリンの練習をまねて演奏するようになり、自分で「オムライス」「冷蔵庫」という曲を即興で作曲し演奏。3歳からヴァイオリンの稽古を始め、3ヶ月目にはバッハを弾く。4歳の頃からコンクールに出場するようになり、5歳で国際ジュニア音楽コンクール（IJMC2016）に出場。
2017年、6歳でプロオーケストラと共演。
2018年の6歳時にレオニード・コーガン国際ヴァイオリンコンクールで1位。同年7歳時にブリュッセル（ベルギー）のグリュミオー国際ヴァイオリンコンクールに最年少出場で1位優勝、「7歳の 〝Wunderkind〟（神童）がグランプリ」と報じられ、その際の動画再生数は100万再生を超える。以後9歳までに日本国内外の39のコンクールで1位となる。
2019年5月にはフェルモ（イタリア）のアンドレア・ポスタッキーニ国際ヴァイオリンコンクールで総合優勝、クレモネーゼ・アカデミーのヴァイオリンを授与される。同年6月にはスイスにあるザハール・ブロン・ヴァイオリン ・アカデミーに迎えられる。モスクワ・フィルハーモニー管弦楽団とソリストとして共演した他、同年10月キエフ国立フィルハーモニー交響楽団、11月25日には国際音楽祭「モスクワミーツフレンズ」の開会式にて国立のロシア・ナショナル・フィルハーモニー管弦楽団らと共演。同年オーストリアのザルツブルク音楽祭に最年少演奏者として出演。　
2020年に入ると新型コロナ感染症の影響でコンクールが軒並み中止や延期となる。演奏会開催も限定されるなか東京交響楽団と共演。同年、慶応義塾塾長賞を受賞。
2021年、ルブリン（ポーランド）で3年に一度開催される「第15回リピンスキ・ヴィエニヤフスキ国際ヴァイオリンコンクール2021」にて史上最年少で特賞グランプリ（第1位を上回る）を受賞。この年、「第4回 服部真二賞」（服部真二音楽賞）を受賞。
2022年春、難関名門校・カーティス音楽院に最年少で合格。 8月より拠点をフィラデルフィア（アメリカ）に移して活動。
2023年3月、東京でケリーリン・ウィルソン指揮NHK交響楽団と共演。同年4月、モントリオール（カナダ）で3年に1度開催されるモントリオール国際 MINI VIOLIN 2023にて「Public Award」を受賞。同年10月、アイダ・カヴァフィアン&サンタフェ交響楽団と共演。アメリカ・コンサート・デビュー。
2024年5月に「ガルガンチュア音楽祭」に出演、金沢市の石川県立音楽堂で英国のオックスフォード・フィルハーモニー管弦楽団と共演。音楽堂邦楽ホールで母と親子デュオを披露。同年12月、フィラデルフィア管弦楽団が開催する「New Year’s Eve Celebration」で、指揮者マリン・アルソップと共演。その他、スイス・ロマンド管弦楽団の日本ツアーソリストなど国内外で数々の公演を開催。また、自身初の国内リサイタルツアー「HIMARI Violin Recital Tour 2024」を東京・大阪・名古屋・福岡で開催。
2025年3月、ベルリンフィルハーモニー管弦楽団定期公演にソリストとして出演。指揮者のズービン・メータと共演予定であったが、メータが体調不良を訴えたため、急遽、セバスティアン・ヴァイグレが代振りを務めた。同年、イギリスの独立系全国ラジオ局「Classic FM」 (Classic FM (UK)) が毎年行っている「30歳未満のライジング・スター30人」に選出される。
国内の主要オーケストラとも共演を重ねながら、2025年にはラヴィニア音楽祭、ロンドン・フィルハーモニー管弦楽団、ピッツバーグ交響楽団、スイス・ロマンド管弦楽団などに招かれる。2026年2月にはシカゴ交響楽団の定期公演に出演予定である。

## 人物
- 脳活性化のために、音読を積極的に取り入れており、3歳時には論語を音読していた。4歳の時、漢字検定9級を満点合格している（当時、国内史上最年少）。7歳時に英検3級合格、7歳時点で空手（松濤館流）7級を取得[15][14]。
- 港区西麻布の若葉会幼稚園を経て[42]、慶應義塾幼稚舎入学。幼稚舎3年次には慶應義塾塾長賞を受賞[43]。

- 2022年、米国のカーティス音楽院に最年少合格[44]。小学校（慶応義塾幼稚舎）は一時休学するも2024年春に卒業[45]。中学校名に関しては2025年3月時点で非公表[46]。なお、慶應義塾幼稚舎は小中高大一貫教育校である[47]。
- 江副記念リクルート財団第52会奨学生[48]。
- アメリカでは母と暮らす。カーティス音楽院での5月からの夏休みの間に日本に帰り、学校に通ったり、日本ツアーを行う。アメリカにいる時は日本の学業はオンライン授業を受けているが、カーティス音楽院に朝から晩までほぼ毎日いるため、いつも夜に勉強している。体力と集中力のために寝る時間は確保するようにしている[49]。
- 夢は「世界中の人に音楽を届けること」[50]。
- シェルクンチク国際音楽コンクール（ロシア）の優勝インタビューで勝利の秘訣を聞かれて「毎日5時間勉強した後、先生と一緒に勉強する」と答えている[51]。日本の新聞インタビューでは「できないところは百回でも1千回でも練習します」「バイオリンの次に読書が好き」チャイコフスキーの伝記を読み、「すごい苦しい人生だったけど、協奏曲はスイスのテンポで書かれているのですごい美しい感じ。生涯を知っているとより表現できる」と答えている[13]。
- ウラディーミル・スピヴァコフ、ニコライ・ジャジューラ（ウクライナ語版）、イヴァン・ストルボフ（ロシア語版）、ジャン＝クリストフ・スピノジ、小林研一郎、大友直人、広上淳一、秋山和慶、原田慶太楼、梅田俊明、 角田鋼亮、下野竜也、三ツ橋敬子、横山奏、読売日本交響楽団、新日本フィルハーモニー交響楽団、日本フィルハーモニー交響楽団、東京フィルハーモニー交響楽団、日本センチュリー交響楽団、神奈川フィルハーモニー管弦楽団、群馬交響楽団等と共演。
- 2020年時点では、原田幸一郎、小栗まち絵、ザハール・ブロン、森川ちひろに師事[52]。2023年時点はアイダ・カヴァフィアン（英語版）、原田幸一郎、小栗まち絵に師事[8]。

## 使用楽器
- 使用楽器は前澤友作が所有するストラディヴァリウス「ハンマ」（1717年代）である。弓は宗次コレクションから貸与されている[53][54]。
- 肩当ては株式会社HOMAREから成長に合わせてカスタマイズされたHOMARE「妃鞠ちゃんスペシャル」を提供されている[55]。

## 主なコンクール歴
| コンクール名称 | 成績                            | カテゴリー   | 開催国     | 開催地         | 開催回 | 開催年月日    | 演目 | URL動画等                                                                  |
| --- | ------------------------------- | ------------ | ---------- | -------------- | ------ | ------------- | --- | -------------------------------------------------------------------------- |
| レオニード・コーガン国際ヴァイオリンコンクール Leonid Kogan International Competition for Young Violinists                                     | 1位                             | 1st Category | ベルギー   | ブリュッセル   | 第2回  | 2018年5月     | |                                                                            |
| アルテュール・グリュミオー国際ヴァイオリンコンクール International Grumiaux Violin Competition                                                 | 1位 特別グランプリ              | カテゴリーA  | ベルギー   | ブリュッセル   | 第12回 | 2019年3月     | パガニーニ「ヴァイオリン協奏曲第1番」 パガニーニ カプリス13番 | Violin Concerto No.1動画 Paganini Caprice n°13動画                         |
| アンドレア・ポスタッキーニ国際ヴァイオリンコンクール Concorso Violinistico Internazionale "Andrea Postacchini"                                 | 1位 全カテゴリー総合優勝 特別賞 | カテゴリーA  | イタリア   | フェルモ       | 26回   | 2019年5月25日 | パガニーニ「ヴァイオリン協奏曲第1番第1楽章」 | 大会中継(吉村の出演は1時間20分15秒以降)                                    |
| シェルクンチク国際音楽コンクール Щелкунчик музыкальный конкурс                                                                                 | 1位                             | 弦楽器       | ロシア     | モスクワ       | 第20回 | 2019年12月    | 一次予選ではサラサーテの「ツィゴイネルワイゼン」、二次予選ではパガニーニの「カンタービレ」と「ラ・カンパネラ」、決勝ではパガニーニの「ヴァイオリン協奏曲第1番第1楽章」。 | 一次予選動画 二次予選動画 ファイナル動画                                   |
| リピンスキ・ヴィエニヤフスキ国際ヴァイオリンコンクール Międzynarodowy Konkurs Młodych Skrzypków im. Karola Lipińskiego i Henryka Wieniawskiego | 特賞                            | ジュニア部門 | ポーランド | ポズナン       | 第15回 | 2021年9月     | Stage1〜3での演奏曲は不詳 受賞記念コンサート：チャイコフスキー「ヴァイオリン協奏曲 第2楽章、第3楽章」                                                                    | 受賞記念コンサート                                                         |
| モントリオール国際音楽コンクール Concours Musical International de Montréal (CMIM)                                                             | Public Award                    | Mini Viloini | カナダ     | モントリオール | 第22回 | 2023年4月     | リサイタル：ビゼー「カルメン幻想曲」 コンサート：ビバルディ「四季 夏」                                                                                                   | Mini Violini 2023 - Recital - Himari Mini Violini 2023 - Concerti - Himari |

## メディア出演

### テレビ
- はじめてのクラシック2020 〜偉大なる作曲家たちのアニバーサリーイヤー〜（2020年9月26日、BS朝日）[65]

2020年8月20日、サントリーホール「第14回はじめてのクラシック 中学生・高校生のために 2020年」にて収録。吉村妃鞠名義
- はじめてのクラシック2021 チャイコフスキーの魔力（2021年9月21日、BS朝日）[67]

2021年7月27日、サントリーホール「第15回はじめてのクラシック 中学生・高校生のために 2020年」にて収録。吉村妃鞠名義
- はじめてのクラシック2022 〜ロマン派の魔力〜（2022年9月25日、BS朝日）

2022年7月27日、サントリーホール「第16回はじめてのクラシック 中学生・高校生のために 2022年」にて収録
- クラシック音楽館（2022年5月22日、NHK Eテレ）[70]
- 報道ステーション（2023年11月24日、2025年4月1日、テレビ朝日）[71][72]
- news23（2024年9月13日、TBSテレビ）[73]
- ステータス「#2 ストラディバリウス」（2024年9月11日、NHK）[74]
- ヴァイオリニストHIMARI 〜13歳の現在地〜（2025年3月19日、NHK BSP4K）[75]

### ラジオ
- 久米宏 ラジオなんですけど（2019年7月6日、TBSラジオ） - 今週のスポットライト」コーナー ゲスト[76]